# Splits synagoga
Splits synagoga (kroatiska: Splitska sinagoga) är en synagoga i Split i Kroatien. Den är en samlingspunkt för den judiska församlingen i Split och en av tre synagogor i Kroatien som inte förstördes under andra världskriget. Splits synagoga invigdes på 1500-talet och är den tredje äldsta synagogan i Europa (efter den i Prag och Dubrovnik) och den näst äldsta sefardiska synagogan i Europa som fortfarande är i bruk. Den är inhyst på andra våningen i en medeltida byggnad vid gatan Židovski prolaz (Judiska passagen) belägen vid Diocletianus-palatsets nordvästra mur. Synagogan är öppen för besökare.

## Exteriör och interiör
Den medeltida byggnaden som rymmer Splits synagoga saknar de yttre attribut som karaktäriserar en traditionell synagoga. Enligt kristna föreskrifter som var i bruk 1600–1800-talet förbjöds judarna att framhäva sådana attribut. Byggnaden är helt integrerad i omgivande bebyggelse och bortsett en skylt går det därför inte att utifrån se att det är en judisk samlingslokal. Byggnaden renoverades år 2014.
Synagogans interiör formgavs omkring år 1728. Dess aron hakodesh, skåpet där Torah-rullarna förvaras, är inbyggd i Diocletianus-palatsets västra mur. Den är byggd i klassisk svart och vit marmor och som brukligt är riktad mot Jerusalem.

### Fotnoter
1. 1 2 3 4 5  Judiska församlingen i Split Arkiverad 13 januari 2016 hämtat från the Wayback Machine. (engelska)
2. 1 2  Croatia-split.com Arkiverad 26 juni 2015 hämtat från the Wayback Machine. (engelska)
3. 1 2  Slobodna Dalamcija (kroatiska)